# Lygodactylus expectatus
Lygodactylus expectatus (амбілобський карликовий гекон) — вид геконоподібних ящірок родини геконових (Gekkonidae). Ендемік Мадагаскару.

## Поширення і екологія
Амбілобські карликові гекони відомі з типової місцевості, розташованої в заповіднику Анкарана в окрузі Амбілобе, що в регіоні Діана на півночі острова Мадагаскар. Вони живуть на деревах, що ростуть серед карстових скель, на висоті від 30 до 200 м над рівнем моря.

## Збереження
МСОП класифікує стан збереження цього виду як близький до загрозливого. Lygodactylus expectatus загрожує знищення природного середовища.